# القنب الهندي في سلوفينيا

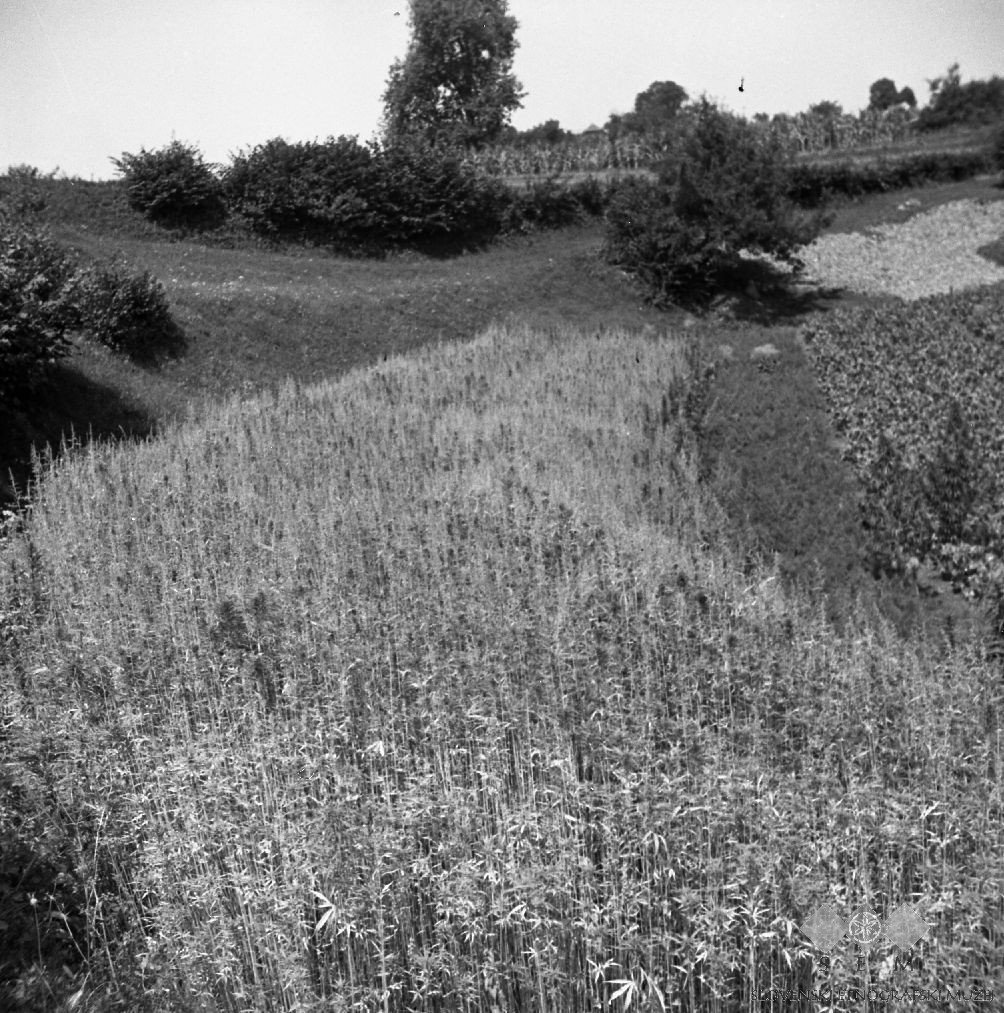
حقل القنب، أوشترك 1956

القنب الهندي في سلوفينيا غير قانوني ولكنه غير مجرم. بينما لا يُسمح بالماريجوانا الطبية، يُسمح باستخدام بعض عقاقير القنب.

## تصنيف
في عام 2012، تمت صياغة مقترح لإلغاء تجريم الحشيش الطبي، لكنه فشل في الحصول على الدعم اللازم. تمت صياغة اقتراح جديد في عام 2013، والذي نجح في الحصول على دعم عام كافٍ. نتيجة لذلك، صنفت الحكومة السلوفينية تصنيف القنب كأدوية غير مشروعة من الدرجة الثانية (من الفئة الأولى الأصلية)، مما يسمح بالاستخدام الطبي لعقاقير القنب ولكن ليس الماريجوانا الطبية.

## تطبيق القانون
لا يعتبر حيازة أي مخدرات للاستخدام الشخصي بكميات صغيرة كعمل إجرامي في سلوفينيا، ولكنها بدلاً من ذلك جنحة يعاقب عليها بغرامة تتراوح بين 36 و 179 يورو. وبهذا المعنى يعتبر «غير تجريم». يمكن تقليل هذا بشكل أكبر إذا وافق الجاني على الخضوع للعلاج. هذه السياسة مماثلة لتلك السارية في البرتغال.